# Rue Jaucourt
La rue Jaucourt est une voie située dans le quartier de Picpus dans le 12e arrondissement de Paris.

## Situation et accès

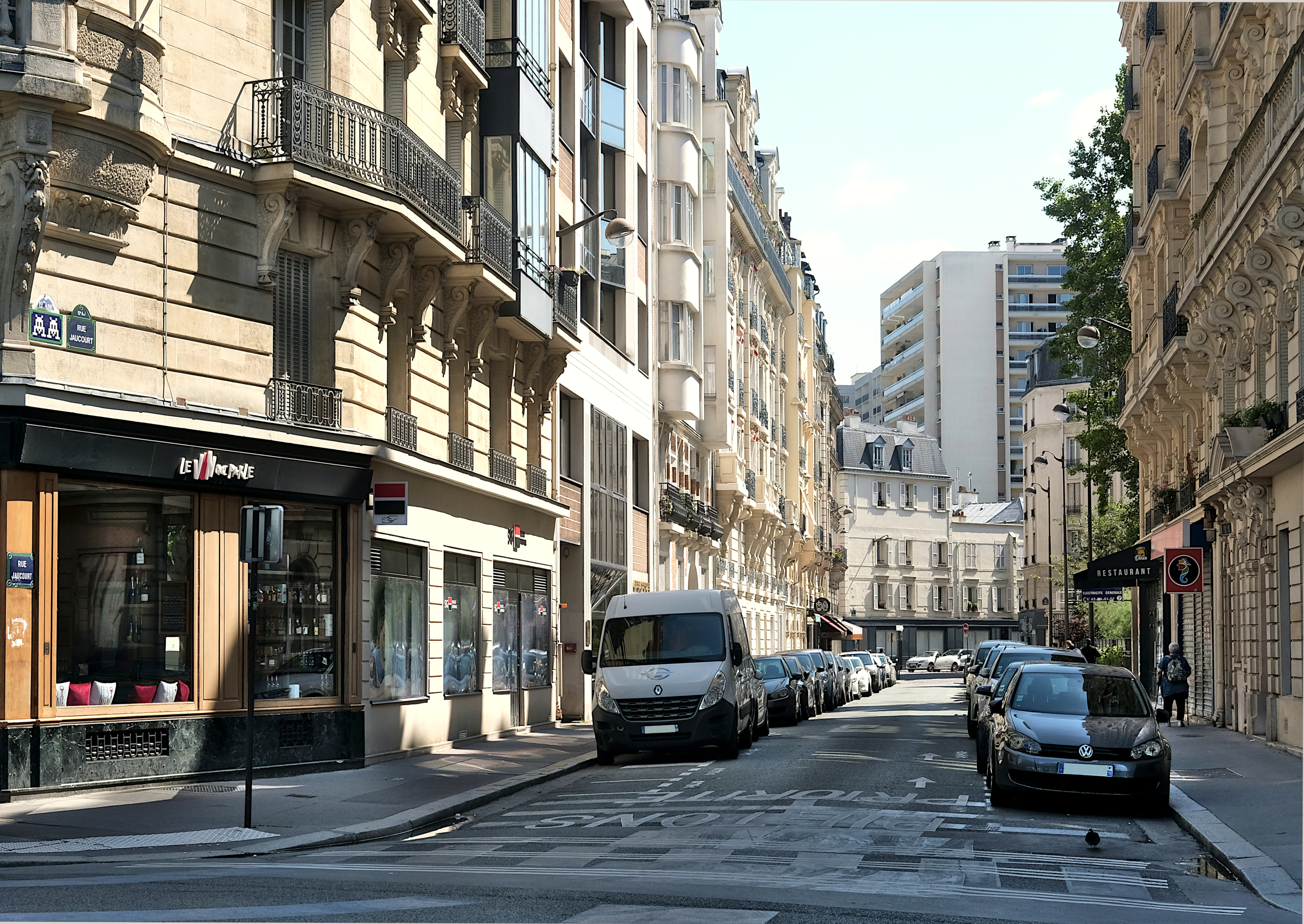
La rue Jaucourt vue depuis la place de la Nation.

La rue Jaucourt est desservie par la ligne 1, 2, 6 et 9 à la station Nation.

## Origine du nom

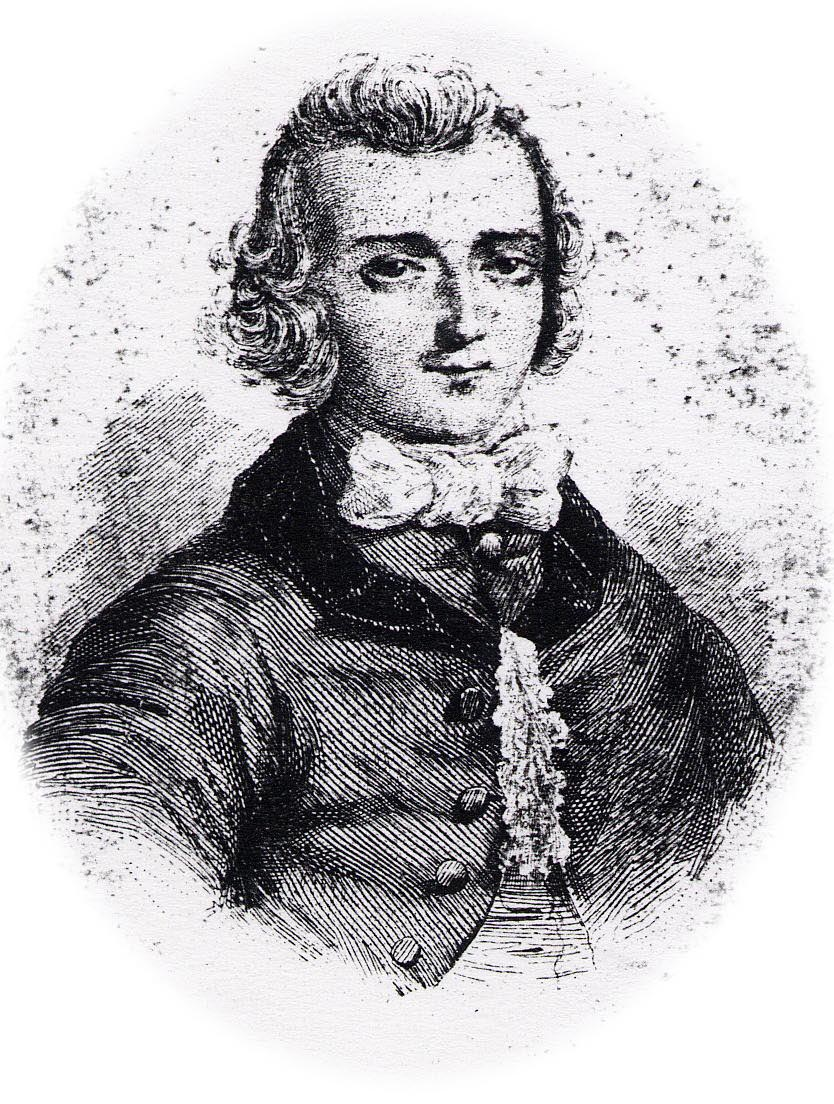
Louis de Jaucourt.

La dénomination de la voie est un hommage à l'écrivain et philosophe Louis de Jaucourt (1704-1779).

## Historique
Ancienne « avenue des Soupirs » devenue « rue du Chemin-Vicinal », elle prend son nom actuel par arrêté du 10 novembre 1885.

## Bâtiments remarquables et lieux de mémoire

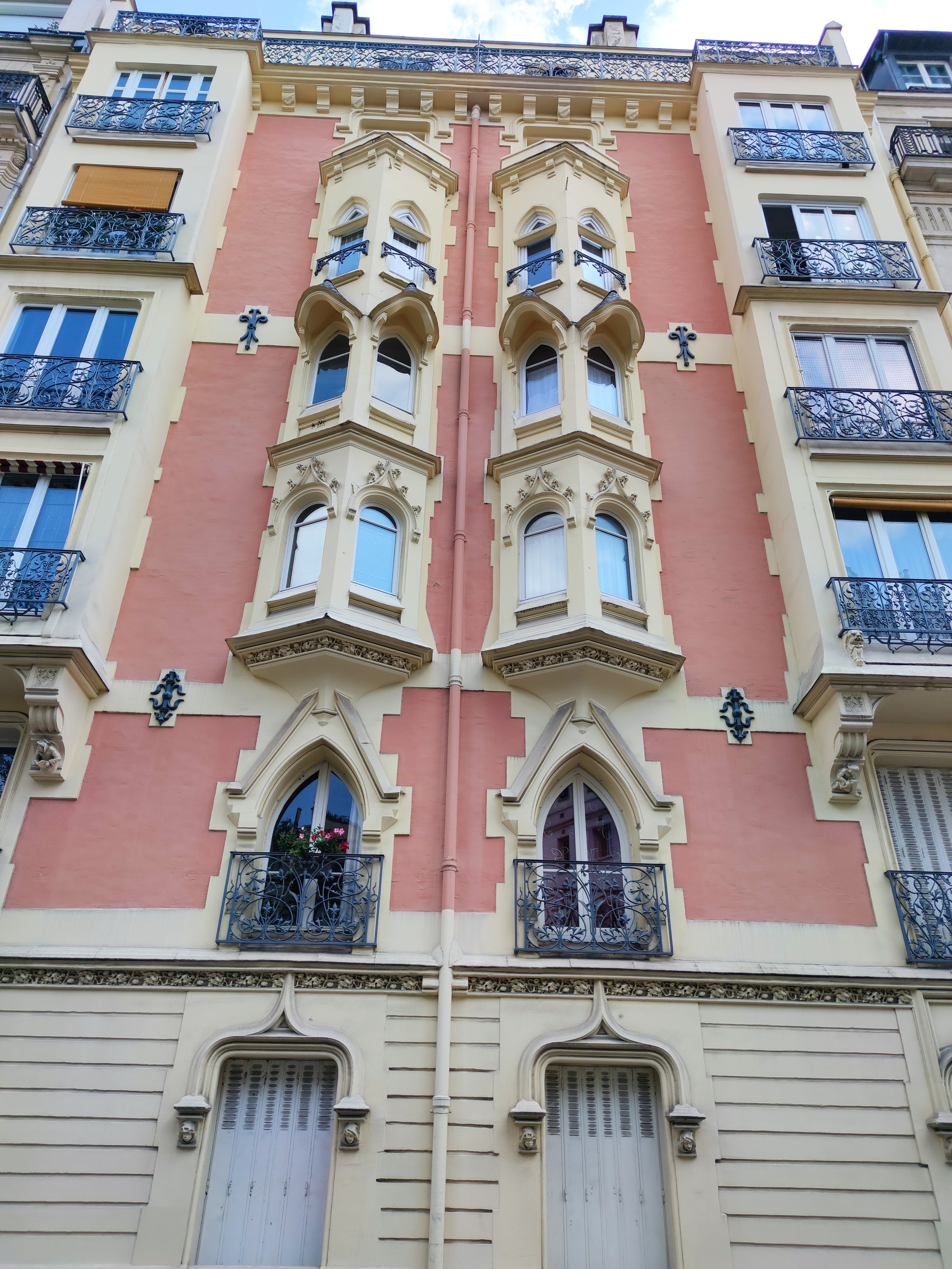
No 6.

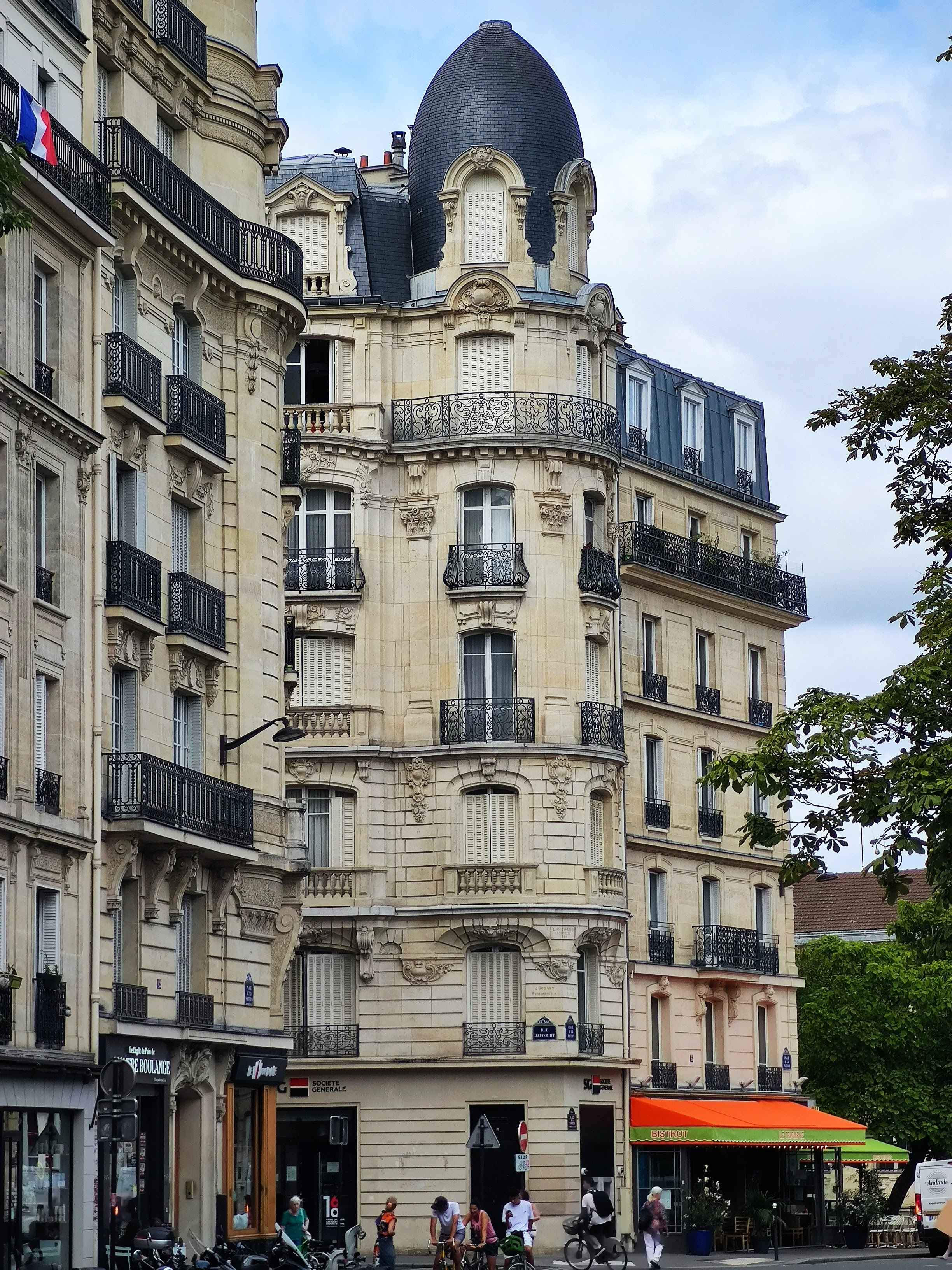
No 11.

- La rue débouche sur la place de la Nation.
- No 6 : immeuble de style néo-gothique, à la façade décorée de statues, notamment des personnages encapuchonnés au rez-de-chaussée et des troubadours sous les balconnets du premier étage. L'immeuble ne comporte ni porte visible, ni numéro, ni signature d'architecte. L'entrée se trouve rue Fabre-d'Églantine, au no 9.
- No 11 : immeuble construit en 1901 par l’architecte Louis Péchard[2],[3].
- No 18 : immeuble construit en 1898 par l’architecte Auguste Avezard[2].